# Milstenau
Milstenau ist ein Ortsteil der Stadt Attendorn im Kreis Olpe (Nordrhein-Westfalen) und hat 61 Einwohner (Stand 30. Juni 2024). Der Ort  liegt nördlich des Attendorner Stadtzentrums zwischen Ennest im Westen und Heggen im Osten an der Milstenau, einem Nebenfluss der Bigge.

## Geschichte
Milstenau wurde erstmals urkundlich im Jahre 1256 mit dem Adelssitz des Ludewicus miles de Middelstena erwähnt. In den Jahren 1295 bis 1362 gab es auf dem Rittergut nachweislich noch Volpertus de Middelstena. Danach scheint das Geschlecht erloschen zu sein. Die Familie führte im Wappenschild einen schrägrechtsliegenden Maueranker.
Der Ortsname wurde ab 1283 unterschiedlich mit Mildelstena, Myddelstena, Middelstena, Mylstena, Middelßrae, Middelstenau und erst ab 1698 mit Milstenau geschrieben. Der als mittlerster Bach zu umschreibende Orts- und Bachname ist durch seine Lage etwa in der Mitte zwischen den Bächen bei Ennest und Heggen oder durch die Lage zwischen diesen Orten motiviert.
Im Jahre 1371 wurde Hermann von Schnellenberg von Erzbischof Friedrich mit dem Haupthof in Middestenae belehnt. Am 18. Juli 1396 verkaufte Henneke Schade zu Bösinghausen sein Gut Middelstena an seinen Neffen Henneke Schade zum Grevenstein. Am 8. April 1494 vermachte Johann von Schnellenberg dem Kloster Ewig zu seinem Seelenheil aus seinen Gütern zu Myddelstena als Memorienstiftung wöchentlich am Freitag ein Mengel Wein. 1503 schenkte Johann von Schnellenberg der Kirche zu Attendorn aus seinen Höfen in Middelstena eine jährliche Rente von 5½ Gulden für eine Marienandacht und von 3 Pfund Wachs zur Beleuchtung bei dieser Andacht. 1536 verschreibt Jaspar Schüngel zu Schnellenberg 2 Malter Getreide in Milstena und verkauft im gleichen Jahr an die Kirche zu Attendorn eine Rente von 1 Malter Roggen aus seinem Hof in Milstenau, auf dem der Pächter Hans Snap sitzt. Am 12. November 1539 wurde von den Erben des Johann von Schnellenberg dessen gestiftete Mengel Wein aus seinen Gütern zu Myldelsteynna an das Kloster Ewig mit 20 Goldgulden abgelöst.
Politisch war Milstenau ehemals im Gogericht und Kirchspiel Attendorn eine eigene Bauerschaft. Im Schatzungsregister von 1543 hatten in der Burschafft Middelßrae die Abgabepflichtigen Peter Teipel, Johann Schmitgen, Peter Huetlief, Hanß Aißken und Herman Schmitgen zwischen 3 ort und 1½ Goldgulden Steuern zu zahlen. Am 29. August 1561 wird auf einem Gut der Pächter Hans Oistken genannt. Während des  Dreißigjährigen Krieges wurden im Jahr 1636 die Höfe Johan Eicker, Schnepper und Tiepell zu Milstena als verarmte und wüste Güter bezeichnet.
Laut Rentenbuch gab es im 17. Jahrhundert in Milstenau fünf Güter. Das große Teipels Gut war ein Besitz des adeligen Hauses Lehnhausen, dem auch das Schupperts Gut gehörte. Beide Höfe wurden von der Familie Teipel bewirtschaftet. Das kleine Köttergut Ekern gehörte zum Hause Schnellenberg, dem auch das große Vogts Gut gehörte. Zuletzt  wird ein namenloses Gut genannt, mit später abgebranntem Wohnhaus, wohl auch ein Besitz von Haus Schnellenberg. Zeitweise wurden die Hofbesitzer Johann Peter Eckern (1778), Johannes Vogt (1780) und Johann Teipel gen. Eckern (1805) zu Provisoren (Kirchenvorstand) der Kapelle von Heggen gewählt.
Im 19. Jahrhundert kamen die landwirtschaftlichen Betriebe in Privatbesitz. Das Adressbuch von 1899 führt in Milstenau die Namen „Landwirt Peter Drexelius, Gutsbesitzer Bernhard Teipel und Landwirt Josef Vogt gen. Eckern“ auf. Der letzte Besitzer von Teipels Gut Bernhard Teipel verkaufte am 14. Juli 1901 den gesamten Besitz für 132.000 Mark an den preußischen Domänenfiskus. Als Vorwerk der Domäne Ewig wurde das Gut von dort aus mitbewirtschaftet, bis es später getrennt verpachtet wurde.
Das Adressbuch von 1929 führt in Milstenau u. a. die Namen: „Landwirt Wilhelm Belke, Gutsverwalter Hermann Brüning, Landwirt August Drüeke, Domänenpächter Karl Kremerskothen, Landwirte Anton und Johann Peter Teipel und Landwirt Josef Vogt.“
Laut Adressbuch von 1938 gab es in Milstenau 12 Haushaltungen in 10 Wohnhäusern mit 83 Einwohner.
Ab 1819 gehörte Milstenau im Amt Attendorn zur Gemeinde Attendorn-Land, bis die Gemeinde 1969 in die Stadt Attendorn eingegliedert wurde.

## Vereine
- Tennisclub Milstenau 1981 e. V.